# しおざわ農業協同組合
しおざわ農業協同組合（しおざわのうぎょうきょうどうくみあい、略称：JAしおざわ、しおざわ農協）は、かつて存在した農業協同組合。新潟県南魚沼市塩沢に本所を置いていた。

## 概要
- 出資金 8億5,000万円
- 総資産 489億7,000万円
- 単体自己資本比率 31.32％
- 組合員数 6.335人
- 役員数 18人
- 職員数 238人（臨時含む）

（2013年3月31日時点）

## 沿革
- 1965年（昭和40年） - 7月、4農協合併により塩沢町農協が発足。
- 1977年（昭和52年） - 7月、菌茸培養センター稼動。
- 1983年（昭和58年） - 7月、生活センターオープン。
- 1988年（昭和63年） - 9月、種菌センター竣工。
- 1990年（平成2年） - 8月、カントリーエレベーター竣工。
- 1991年（平成3年） - 9月、コシヒカリ偽造米袋事件告訴。
- 2003年（平成15年） - 9月、新本所竣工。
- 2004年（平成16年） - 4月、JAしおざわ、JA湯沢町合併。
- 2007年（平成19年） - 4月、「こめ蔵」が本所に移転。
  - 10月、葬祭センター「虹のホール しおざわ」竣工、業務開始。
- 2008年（平成20年）-　12月、『天地米』を商標登録[1][2][3]。
- 2009年（平成21年）- 4月、女性参与を導入（3名）
  - 12月、温湯消毒（60℃10分間）施設が完成。
- 2012年（平成24年）- 7月7日、開業の道の駅南魚沼（愛称：「雪あかり」）内、「南魚沼市農産物・特産品直売所」（愛称：「四季味わい館」）の指定管理者になる。[4]
- 2015年（平成27年）- 6月6日、大木六自動ラック倉庫が竣工。
- 2018年（平成30年）- 10月17日、かねてより合併にむけ協議していた魚沼みなみ農業協同組合との合併予備契約に調印した。合併の時期は翌2019年3月1日、合併後の名称は「みなみ魚沼農業協同組合」、本店は現魚沼みなみ農業協同組合の本店に置かれる[5]。また合併後の新JAは組合員数が約1万5500人、貯金残高は1146億円となる[6]。
- 2019年（平成31年）3月1日、魚沼みなみ農業協同組合と合併して「みなみ魚沼農業協同組合」に統合。

## 本所・支所
| 店番号 | 店舗名     | 所在地                             |
| ------ | ---------- | ---------------------------------- |
| 001    | 本所       | 新潟県南魚沼市塩沢7-1              |
| 011    | 石打支所   | 新潟県南魚沼市関59-5               |
| 012    | 塩沢支所   | 新潟県南魚沼市塩沢7-1              |
| 013    | 中之島支所 | 新潟県南魚沼市中子新田甲217        |
| 014    | 上田支所   | 新潟県南魚沼市長崎329              |
| 015    | 湯沢支所   | 新潟県南魚沼郡湯沢町大字神立1532-1 |